# Hugo Fasal
Hugo Fasal (* 10. November 1873 in Freiheitsau/Österreichisch-Schlesien; † 17. Januar 1941 auf hoher See) war ein österreichisch-US-amerikanischer Dermatologe, Abteilungsleiter der Allgemeinen Wiener Poliklinik und NS-Verfolgter.

## Leben
Hugo Fasal wurde als Sohn der Eheleute Ferdinand Fasal (1842–1906) und Fanny Fasal geborene Noe (1848–1906) geboren. Hugo Fasal studierte in Wien Medizin und wurde daselbst am 27. Mai 1898 promoviert. Ebenfalls 1898 wurde er zum Assistenzarzt beim Feldjäger-Bataillon Nr. 10 ernannt. Später wurde er zum Militärarzt und Oberarzt im Aktivstand befördert. Er arbeitete an der „Allgemeinen Poliklinik Wien“ unter dem Dermatologen Eduard Spiegler. Nach dem Tod Spieglers wurde er sein Nachfolger als Abteilungsleiter. Später wechselte Fasal in das „Ludwig Spiegler-Laboratorium“ in Wien. Im Jahr 1912 hielt er einen Vortrag auf dem „Internationalen Kongress für Dermatologie“ in Rom zur „Chemie der Verhornung“. Ein weiterer Forschungsschwerpunkt waren die Entstehung unterschiedlicher Haarfarben. Hugo Fasal betrieb eine Privatpraxis in Wien I, Tegetthoffstrasse 1. Im Ersten Weltkrieg war er Landsturm-Oberarzt. Er war Mitglied der „Gesellschaft der Ärzte in Wien“. 1922 wurde er zum Regierungsrat befördert. Er hielt Vorträge über Geschlechtskrankheiten, so im „Radio Wien“ in der „Stunde der Frau“. Gemeinsam mit Clara Kohn-Liebmann, Koloman Freuder und Siegfried Boxer arbeitete er ehrenamtlich als Vorstandsmitglied im „Frauenkrankeninstitut Charité“ in Wien-Leopoldstadt.
1938 wurde Hugo Fasal aufgrund seiner jüdischen Glaubenszugehörigkeit verfolgt. 1940 gelang ihm die Flucht in die USA. Im Dezember 1940 begab er sich auf eine Schiffsreise nach Kuala Lumpur, um seinen ebenfalls geflüchteten Sohn zu besuchen. Hugo Fasal verstarb auf dieser Schiffsreise.

### Familie
Hugo Fasal heiratete im Jahr 1903 die Graphikerin und Tochter eines Großindustriellen, Betty Pollak von Rudin (1882–1963). Aus der Ehe ging der Sohn Paul Fasal hervor, der später ebenfalls Dermatologe wurde. Das Ehepaar Fasal spielte im Wiener Ärzteorchester. Die Ehe wurde 1923 geschieden. Dem Sohn Paul Fasal gelang 1938 die Flucht zunächst nach Britisch-Malaya und später in die USA. Betty Pollak von Rudin verbrachte die Kriegsjahre in Peking und kehrte nach dem Krieg nach Wien zurück.

## Veröffentlichungen
- (1909): Herpes zoster generalisatus. In: Archiv für Dermatologie und Syphilis, Vol. 95, Springer, S. 27–34
- (1911): über carcinomatöse Hautmetastasen. In: Wiener klinische Wochenschrift. Nr. 25, Wien, S. 1612.
- (1913): Studien über Pigment. Über eine neue Darstellungsmethode des Pigments. In: Biochemische Zeitschrift. 55. Band, Springer

## Auszeichnung
- 1916: Preußische Rotkreuz Medaille 3. Klasse